# Northwest Indian College
Northwest Indian College je kmenová vysoká škola, kterou provozuje indiánský kmen Lummijů v Bellinghamu, v americkém státě Washington. Byla založena v roce 1979 jako Lummijská škola akvakultury a v roce 1983 byla přejmenovaná na Lummi Community College. Škola také provozuje kampusy v Nespelemu, Auburnu, Tulalipu, La Conneru, Kingstonu, Olympii a v idažském Lapwai.

## Historie
Northwest Indian College se nachází na území indiánského kmene Lummijů v americkém státě Washington, kde začala roku 1973 jako Lummijská škola akvakultury. V roce 1983 z ní kmen udělal městskou vysokou školu Lummi Community College, aby bylo dosaženo komplexnějšího vzdělávání pro mladé členy kmenu. V roce 1988 se přihlásila o akreditaci v Severozápadní komisi vysokých škol a univerzit. Ta přihlášku přijala o pět let později, a škola se tak přejmenovala na Northwest Indian College. Další léta expanze a odevzdání pomohla škole k získání statutu čtyřleté bakalářské vzdělávací instituce, který ji v září 2008 udělila výše jmenovaná komise.

## Víra
Vysoká škola se zastává čtyř základních lummijských přesvědčení:
- Selalexw - původem naší síly jsou staří lidé, od kterých získáváme vzdělávání, znalosti a rady pro každodenní život.
- Schtengexwen - jsme zodpovědní za vlastní teritorium, takže se musíme starat o naší půdu a vše, co se na ní nachází.
- Xwlemichosen - naším jazykem je kultura a měli bychom jej zesilovat a udržovat.
- Lengesot - staráme se o sebe, dáváme na sebe pozor, staráme se jeden o druhého a milujeme jeden druhého.

## Stipendium
Stipendia na škole nabízí Americký indiánský vysokoškolský fond a nadace Severozápadní komise vysokých škol a univerzit.